# Introduce Yourself
Albums de Faith No More
We Care a Lot
(1985) The Real Thing
(1989)
Introduce Yourself est le deuxième album du groupe californien Faith No More. Il est sorti en avril 1987 avec le label américain Slash Records.
Il est le deuxième et dernier album du groupe avec le chanteur Chuck Mosley.
We Care a Lot apparaît ici sous une forme réenregistrée, étant initialement présente dans l'album éponyme.

## Liste des titres
1. Faster Disco – 4:17
2. Anne's Song – 4:47
3. Introduce Yourself – 1:30
4. Chinese Arithmetic – 4:36
5. Death March – 2:59
6. We Care a Lot – 4:01
7. R N' R – 3:11
8. The Crab Song – 5:52
9. Blood – 3:39
10. Spirit – 2:50

## Personnel
- Chuck Mosley : chant
- Roddy Bottum : claviers, chœurs
- Bill Gould : basse, chœurs
- Mike Bordin : batterie, chœurs, congas
- Jim Martin : guitare, chœurs

## Sources
- Discographie officielle